# 第11届中国电视剧飞天奖
第11届全国电视剧飞天奖颁奖大会于1991年5月28日在广州天河体育馆举行。

## 获奖名单

### 长篇连续剧
- 一等奖《渴望》
- 二等奖《围城》《辘轳·女人和井》《宋庆龄和她的姊妹们》
- 三等奖《杨乃武与小白菜》《都市风流》《公关小姐》《深圳人》
- 提名荣誉《你为谁辩护》《黄河情》《郑板桥》

### 中篇连续剧
- 一等奖《焦裕禄》
- 二等奖《粉墨情痴》《爱与仇》
- 三等奖《巾帼悲歌》《梁子》
- 提名荣誉《京江祭》《这一方热土》《法人代表》《澳门轶事》《同仁堂传说》

### 短篇电视剧
- 一等奖空缺
- 二等奖《夫妻井》《鸿雁传情》《热血》
- 三等奖《五朵金花的儿女们》《白桦林作证》《盛族》

### 儿童连续剧
- 一等奖《少年毛泽东》
- 二等奖《赖宁》《亲亲我，老师》
- 三等奖《妈妈不在的夏天》《回RS城去》
- 提名荣誉《光明世界》

### 儿童单本剧
- 一等奖《一个真实的童话》
- 二等奖《小槐树》
- 三等奖《教练的女儿》《聪儿五岁》

### 戏曲电视剧
- 一等奖《原野上的马车》
- 二等奖《哑女报》《胯下将军》
- 三等奖《风流父子》《镇长吃的农村粮》《黄山情》《貂蝉》
- 提名《沈寿》《杜十娘》

### 短剧小品
- 一等奖空缺
- 二等奖空缺
- 三等奖《拆迁》《院小情深》《掌声磁带》

### 优秀译制片
- 《交际花盛衰记》《简爱》《碧血黄沙》
- 提名荣誉《威尼斯的冬天》《待到重逢时》《不该发生的故事》

### 单项奖
| 奖项       | 得奖者                                                                | 提名荣誉                                 |
| ---------- | --------------------------------------------------------------------- | ---------------------------------------- |
| 优秀导演   | 黄蜀芹《围城》、潘霞《宋庆龄和她的姊妹们》                            | 李莉《杨乃武与小白菜》、阿因《粉墨情痴》 |
| 优秀编剧   | 韩志君、韩志晨《辘轳·女人和井》                                       |                                          |
| 荣誉编剧   | 王忆惠《夫妻井》                                                      |                                          |
| 优秀男主角 | 陈道明《围城》                                                        | 陶泽如《深圳人》                         |
| 优秀女主角 | 李羚《宋庆龄和她的姊妹们》                                            | 吕中《你为谁辩护》                       |
| 优秀男配角 | 李雪健《渴望》                                                        |                                          |
| 优秀女配角 | 张闽《杨乃武与小白菜》                                                |                                          |
| 优秀摄像   | 陈玉光《爱与仇》                                                      | 司兆明《小槐树》、杨海岩《原野上的马车》 |
| 优秀照明   | 杨守礼、李学恩《乡村情感》                                            |                                          |
| 优秀美术   | 《杨乃武与小白菜》                                                    |                                          |
| 优秀剪辑   | 日月、凌远鑫《一个真实的童话》                                        |                                          |
| 优秀音响   | 张晓钢《都市风流》                                                    |                                          |
| 优秀音乐   | 雷蕾《渴望》、徐沛东《辘轳·女人和井》、万里、成洪平《五朵金花的儿女》 |                                          |
| 优秀男配音 | 翁振新《交际花盛衰记》埃雷拉                                          |                                          |